# Pere I d'Alexandria
Pere I d'Alexandria (grec antic: Πέτρος, romanitzat: Pétros; llatí: Petrus) (Alexandria, segle iii - 25 de novembre de 311) fou bisbe d'Alexandria, successor de Teonàs en algun moment entre la Pasqua i el novembre del 300. És venerat com a sant per la majoria d'esglésies cristianes.
Va exercir durant uns onze anys. No se sap segur si era nascut a Alexandria encara que és el més probable. Va estudiar a l'Escola d'Alexandria de la quan en va arribar a ser director. Als tres anys d'ocupar la seu va començar la persecució de Dioclecià continuada pels seus successors i es va haver d'amagar anant d'un lloc a l'altre; va estar a Mesopotàmia, Fenícia i Palestina i a diverses illes; va ser empresonat finalment probablement sota Maximià II, però finalment fou alliberat.
Probablement en la seva absència la seu havia estat ocupada per Meleci de Licòpolis al que llavors va deposar iniciant un cisma a l'església egípcia. Al novè any de la persecució, el 312, fou detingut altre cop per orde de Maximí Daia i decapitat segons una crònica oriental de bisbes el 25 o 26 de novembre, que és la data en què modernament es commemora (25 a Rússia i 26 a la resta d'esglésies orientals).
Va deixar escrites diverses obres: 
- 1. Περὶ μετανοίας λόγος, Sermo de Poenitentia
- 2. Λόγος εἰς τὸ Πάσχα, Sermo in Sanctum Pascha
- 3. Περὶ θεότητος βιβλίον, Liber de Divinitate s. Deitate
- 4. Περὶτη̂ς ἐπιδημίας του̂ Χριστου̂, Homilia de Adcenta Saluatoris s. Christi
- 5, 6. ἐκ του̂ πρώτου λόγου περὶ του̂ μηδὲ προυπάρχειν τὴν ψυχὴν, μηδε ἁμαρτήσασαν του̂τυ εἰς τὸ σω̂μα βληθη̂ναι Ex primo Sermone, de eo quod nec praeexstitit Anima, nec cum peccassct propterea in Corpus missa est i ἐκ τη̂ς μυσταγωγίας ἡ̂ς ἐποιήσατο πρὸς τὴν ἐκκλησίαν μέλλων τὸν του̂ μαρτυρίου στέφανον ἀναδέχεσθαι, Ex Mystagogia quam fecit ad Ecclesiam cum Martyrii Coronamt suscepturus esset
- 7. Epistola S. Petri Episcopi ad Ecclesiam Alexandrinam
- 8. διδασκαλία, Doctrina